# Бен Лайнъс
Бенджамин „Бен“ Лайнъс (на английски: Benjamin 'Ben' Linus) е измислен персонаж, чиято роля се изпълнява от Майкъл Емерсън в драмтичния сериал „Изгубени“. Бен е водачът на група от коренното население на острова, наречена „Другите“ и е главният антагонист през втори и трети сезон, но в последвалите сезони се превръща в нещо като труден съюзник и антигерой. В българския дублаж Бен се озвучава от Николай Николов, от Георги Тодоров в дублажа на четвърти сезон на AXN и от Тодор Георгиев в пети и шести сезон на AXN.